# Moca (Porto Rico)
Moca è una città di Porto Rico situata nell'entroterra nord-occidentale dell'isola. L'area comunale confina a nord con Aguadilla e Isabela, a est con San Sebastián, a sud con Añasco e a ovest con Aguada. Il comune, che fu fondato nel 1772, oggi conta una popolazione di quasi 15 000 abitanti ed è suddiviso in 11 circoscrizioni (barrios).